# Liste des cavités naturelles les plus longues de l'Allier
La liste des cavités naturelles les plus longues de l'Allier recense, sous forme de tableau(x), les cavités souterraines naturelles connues dans ce département français, dont le développement est supérieur ou égal à dix mètres.
La communauté spéléologique considère qu'une cavité souterraine naturelle n'existe vraiment qu'à partir du moment où elle est « inventée » c'est-à-dire découverte (ou redécouverte), inventoriée, topographiée et publiée. Bien sûr, la réalité physique d'une cavité naturelle est la plupart du temps bien antérieure à sa découverte par l'homme ; cependant tant qu'elle n'est pas explorée, mesurée et révélée, la cavité naturelle n'appartient pas au domaine de la connaissance partagée.
La liste spéléométrique des 4 plus longues cavités naturelles de l'Allier (≥ dix mètres) est actualisée fin 2019.
La plus longue cavité souterraine naturelle répertoriée dans le département de l'Allier est  « la grotte des Fées », sur la commune de Ferrières-sur-Sichon (cf. ligne 1 du tableau ci-dessous).

## Cavités de l'Allier (France) dont le développement est supérieur ou égal à 10 mètres
4 cavités de cette classe unique sont recensées au 31-12-2019.
| Réf. | Cavité (autres noms)                     | Commune              | Massif ou zone        | Coordonnées (WGS 84)        | Développe. (mètres) | Dénivel. (mètres) | Sources ou références                             | Mise à jour |
| ---- | ---------------------------------------- | -------------------- | --------------------- | --------------------------- | ------------------- | ----------------- | ------------------------------------------------- | ----------- |
| 1    | Grotte des Fées                          | Ferrières-sur-Sichon | Montagne bourbonnaise | 46° 01′ 20″ N, 3° 37′ 37″ E | +0 00044, m         | NC                | Spéléométrie de la France & Montagne Bourbonnaise | 2019-05     |
| 2    | Grotte Bailleau                          | Châtelperron         | Sologne bourbonnaise  | 46° 24′ 42″ N, 3° 38′ 19″ E | +0 00026, m         | NC                | Spéléométrie de la France & Jean-Yves Bigot       | 2000-12     |
| 3    | Souterrain-refuge des grottes du Richaud | Sanssat              | Montagne bourbonnaise |                             | +0 00020, m environ | NC                | Revue archéologique du Centre                     | 2019-11     |
| 4    | Grotte Poirier                           | Châtelperron         | Sologne bourbonnaise  | 46° 24′ 43″ N, 3° 38′ 19″ E | +0 00018, m         | NC                | Spéléométrie de la France & Jean-Yves Bigot       | 2000-12     |